# Minimoto

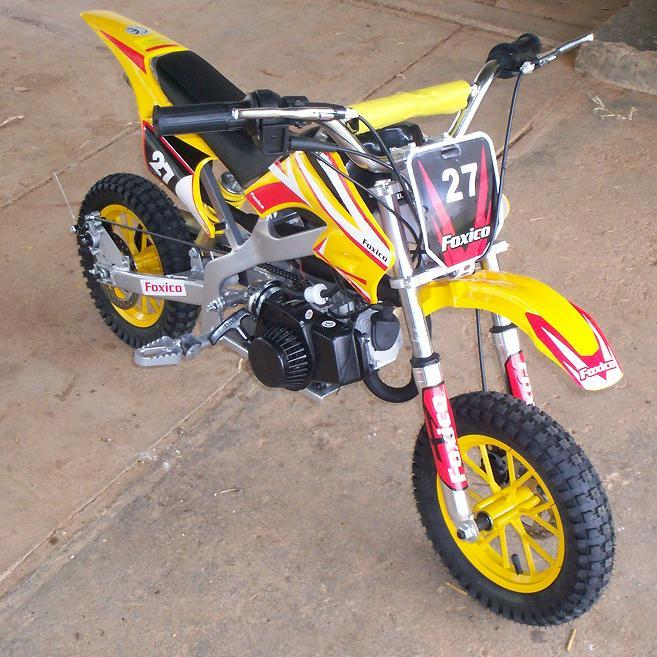
Minimoto tipo moto de cross

El nombre de minimoto surgió al acoplar el prefijo mini (pequeño) a moto. Estas motos son imposibles de matricular dado que no tienen validez legal en el área urbana, y se crearon para emplearlas en circuitos cerrados intentando fabricar una moto más compacta, divertida y llamativa. Estas motos nacieron en EE. UU. y posteriormente se empezaron a fabricar en Europa. Son de poca cilindrada para minimizar el riesgo de que se produzcan accidentes mortales, a pesar de ello siguen siendo peligrosas dado que alcanzan una velocidad relativamente alta y a poca altura del suelo. A pesar de cierta creencia popular, esta clase de motos no son juguetes, debiendo utilizarse de forma responsable y segura.

## Minimotos en España
Las minimotos llegaron a España en 1992, se crearon campeonatos en Madrid, donde compitieron grandes pilotos de moto GP; pero se despopularizaron pronto por su alto precio, solo podían acceder a ellas los ciudadanos con gran poder adquisitivo.

### Minimotos Matriculables en España
Actualmente se pueden matricular minimotos en España, puesto que son de 49 c.c., igual que algunos Scooter, y algunos ciclomotores. Lo único que hace falta en España, para ir con una PocketBike o Minimoto es homologarla, ponerle dos espejos, intermitentes (delanteros, laterales, posteriores), luz delantera, luz de freno, y una pequeña batería de 12V, que se puede acoplar debajo de la carcasa sin que se vea, y tener el permiso de ciclomotor AM.

## Minimotos Chinas
Las Minimotos chinas nacieron no hace mucho y popularizan la compra de las minimotos dado que se rebajó mucho su precio al fabricarse en China.

## Motorización
Normalmente las Minimotos suelen llevar motores de dos tiempos porque estos motores son pequeños y dan la suficiente potencia como para ir a 35km/h con facilidad. También suelen llevar estos motores un tubo de sintonía que sirve para que la mezcla de combustible no siga los gases de escape mediante ondas de sonido.

## Accesorios Para Minimotos
Hoy en día se fabrican todo tipo de accesorios para Minimoto como luces de neón (con batería como los móviles), luces intermitente, de freno, de iluminación. También se están fabricando mini altavoces, con frecuencia para poder llevarlo en la Minimoto sin necesidad de una batería, que aumentaría su peso y la haría disminuir su velocidad máxima.
- Datos: Q1610966
- Multimedia: Minibikes / Q1610966